# David Mazouz

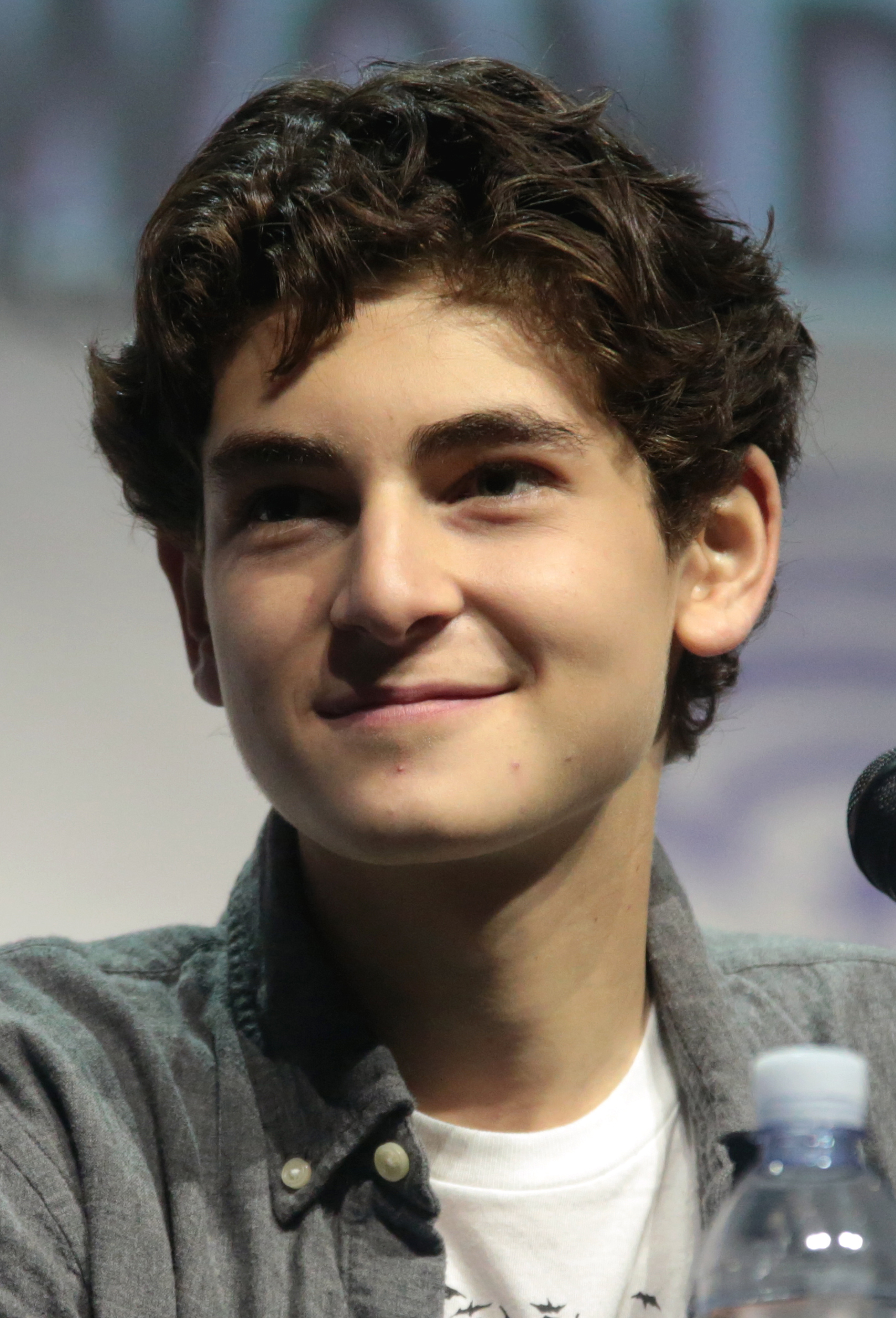
David Mazouz (2017)

David Mazouz (* 19. Februar 2001 in Los Angeles, Kalifornien) ist ein US-amerikanischer Schauspieler. Bekanntheit erlangte er durch seine Hauptrolle als stummer Jacob „Jake“ Bohm in der Serie Touch (2012–2013) und seiner Darstellung des Bruce Wayne in der Serie Gotham (2014–2019).

## Leben und Karriere
David Mazouz wurde als Sohn des Arztes Michel Mazouz und der Psychotherapeutin Rachel Cohen-Mazouz geboren. Sein Vater ist französischer Herkunft, seine Mutter hat griechische Wurzeln. Er ist der jüngere Bruder von Rebecca Mazouz, die ebenfalls als Schauspielerin tätig ist. Er stammt aus einer sephardischen Familie.
Mazouz lernte Musik- und Sketchimprovisation bei der Chicagoer Theater-Gruppe The Second City, sowie im Kabarett-Club The Improv, wo er zudem eigene Werke schrieb. Nachdem Mazouz seine Karriere mit Auftritten in Werbespots begonnen hatte, hatte er sein Schauspieldebüt 2010 im Lifetime-Fernsehfilm Amish Grace. Durch seine Rolle in der Liebeskomödie Coming & Going aus dem Jahr 2011 erlangte er erste Bekanntheit. Im selben Jahr wurde er für die vom US-Sender Fox ausgestrahlte Mysteryserie Touch verpflichtet. In der kurzlebigen Serie spielt Mazouz den stummen, von Zahlen besessenen autistischen Jungen Jacob „Jake“ Bohm, der die Zukunft voraussagen kann. Für diese Rolle wurde er bei den Young Artist Awards 2013 in der Kategorie Bester Hauptdarsteller in einer Fernsehserie nominiert. Neben seiner Fernsehkarriere, wozu bis dato hauptsächlich Gastauftritte in verschiedenen Serien aber auch eine Hauptrolle im Fernsehfilm Dear Dumb Diary zählten, zeigte er 2013 im Horrorfilm Sanitarium seine schauspielerische Vielseitigkeit.
Im März 2014 erhielt Mazouz die Rolle des Bruce Wayne in der Fox-Krimiserie Gotham, die von 2014 bis 2019 ausgestrahlt wurde. Sie zeigte die Anfänge von Batman und dessen späterer Beziehung zu James Gordon, Polizeibeamter beim Gotham City Police Department.

## Filmografie
- 2010: Amish Grace (Fernsehfilm)
- 2010: Mike & Molly (Fernsehserie, 1x07 Der Tag danach)
- 2011: Private Practice (Fernsehserie, 4x21 Die richtige Entscheidung)
- 2011: Coming & Going
- 2011: Das Büro (The Office, Fernsehserie, 8x05 Spooked)
- 2011: Criminal Minds (Fernsehserie, 7x10 Der Boxer)
- 2012–2013: Touch (Fernsehserie, Folgen 1x01–2x13)
- 2013: Sanitarium
- 2013: Dear Dumb Diary (Fernsehfilm)
- 2013: Major Crimes (Fernsehserie, 2x14 All In)
- 2014: Drop Dead Diva (Fernsehserie, 6x04 Life & Death)
- 2014: Der Spiele-Erfinder (The Games Maker)
- 2014–2019: Gotham (Fernsehserie)
- 2016: The Darkness
- 2016: Incarnate – Teuflische Besessenheit (Incarnate)
- 2021: The Birthday Cake
- 2023: Nothing, Except Everything. (Kurzfilm)